# آاگ سی.۴
آاگ سی. ۴ (به آلمانی: AEG C.IV) یک هواگرد تولید شرکت آاگ در آلمان بود.

## طراحی و تولید
سال ۱۹۱۶ با اثبات اهمیت شناسایی هوایی نیروی هوایی امپراتوری آلمان تصمیم به گسترش کار بر روی این گونه هواگردها گرفت. چندین کارخانه شروع به طراحی و تولید در این زمینه کردند. آاگ سی. ۴ یکی از این تولیدات بود.
آاگ سی. ۴ با بدنه‌ای کوتاه، طول بال بلند و سطح دم زاویه‌دار، ظاهری نامعمول داشت. بر خلاف سایر هواگردهای هم‌عصر، جز ساختار چوبی بال‌ها، این هواگرد تقریبا کاملا از فولاد با ضخامت‌های متخلف تولید می‌شد. یک موتور مرسدس دی.۳ با توان ۱۶۰ اسب بخار نیرومحرکه هواگرد را تامین می‌کرد. یک رادياتور دایملر مرسدس مستطیلی‌شکل بزرگ در زیر بخش مرکزی، دقیقا زیر تیرک اصلی، قرار داشت. یک اگزوز مانند شاخ از موتور خارج و به صورت عمودی تا بالای بال بالا کشیده شده بود.
با توجه به تجربه فوکر در سازه‌های جوشکاری‌شده، مقرر گردید کارخانه شورین آن آاگ سی. ۴ را به صورت تحت لیسانس تولید کند. تعداد مجموع تولیدات این هواگرد مشخص نیست اما تصور می‌شود بیشتر ۶۵۸ فروند هواگرد شناسایی تولید شده توسط شرکت آاگ از این مدل بوده‌اند.